# Ommatius cornutus
Ommatius cornutus är en tvåvingeart som beskrevs av Scarbrough, Marasci och Hill 2003. Ommatius cornutus ingår i släktet Ommatius och familjen rovflugor. Inga underarter finns listade i Catalogue of Life.